# Quercus ganderi
Quercus ganderi là một loài thực vật có hoa trong họ Cử. Loài này được C.B.Wolf miêu tả khoa học đầu tiên năm 1944.